# William Barry (Ruderer)

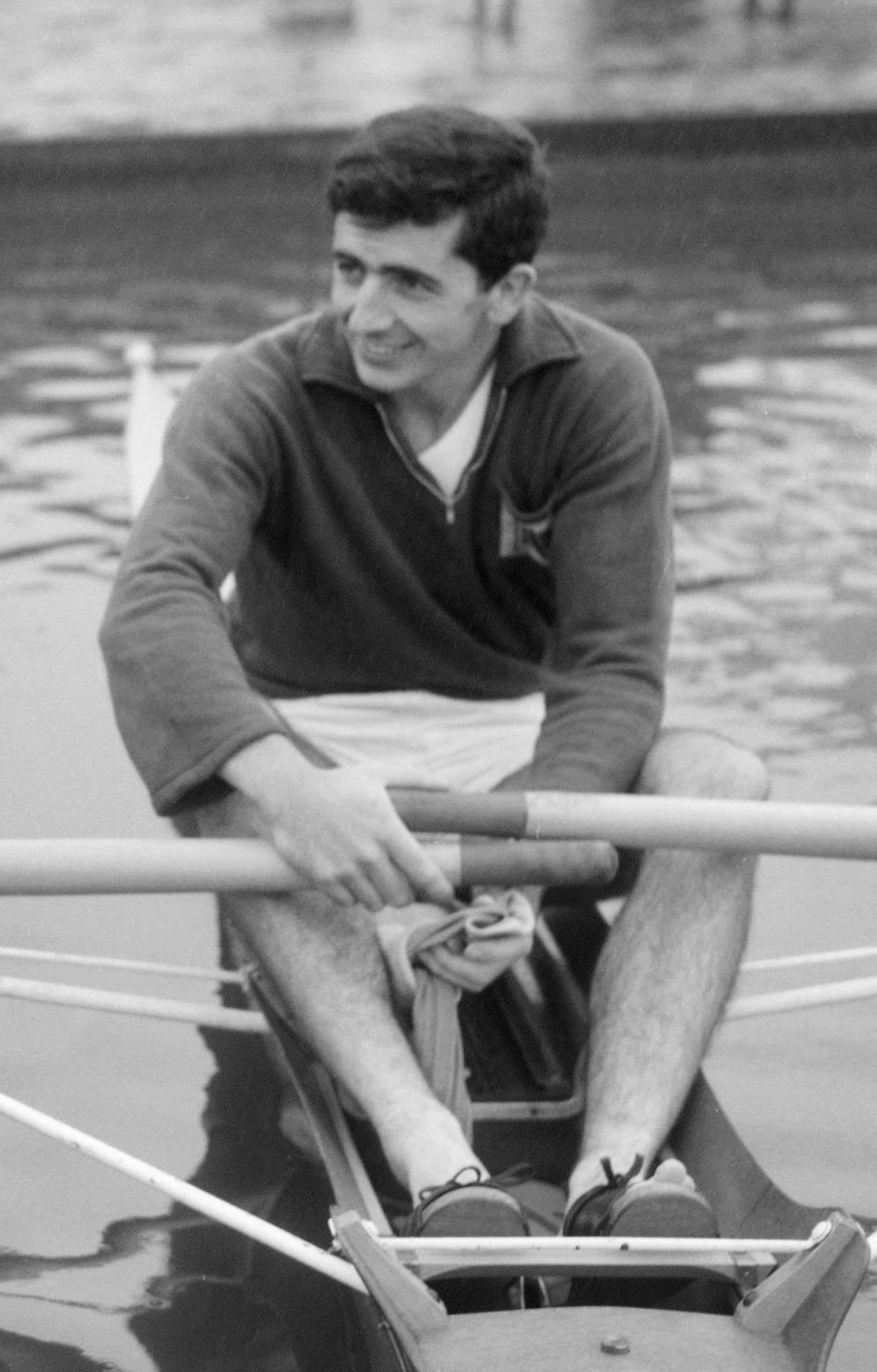
William Barry (1964)

William „Bill“ Louis Barry (* 16. Oktober 1940) ist ein ehemaliger britischer Ruderer, der 1964 die olympische Silbermedaille im Vierer ohne Steuermann gewann.

## Karriere
William Barry ruderte bei den British Empire and Commonwealth Games 1962 in Perth im Einer und erhielt die Silbermedaille hinter dem Neuseeländer James Hill. Von 1963 bis 1966 gewann Barry die Wingfield Sculls.
Bei den Olympischen Spielen 1964 in Tokio trat der britische Vierer ohne Steuermann in der Besetzung John Russell, Hugh Wardell-Yerburgh, William Barry und John James an. Die Briten gewannen ihren Vorlauf mit neun Sekunden Vorsprung vor dem Boot aus den Vereinigten Staaten und qualifizierten sich damit direkt für das Finale. Im Finale gewannen die Dänen mit einer Sekunde Vorsprung vor den Briten, eine knappe Sekunde dahinter erreichte das Boot aus den Vereinigten Staaten das Ziel.
Barry war später Trainer von Alan Campbell.